# Hassea bacillosa
Hassea bacillosa — вид грибів, що належить до монотипового роду Hassea.